# Nandin

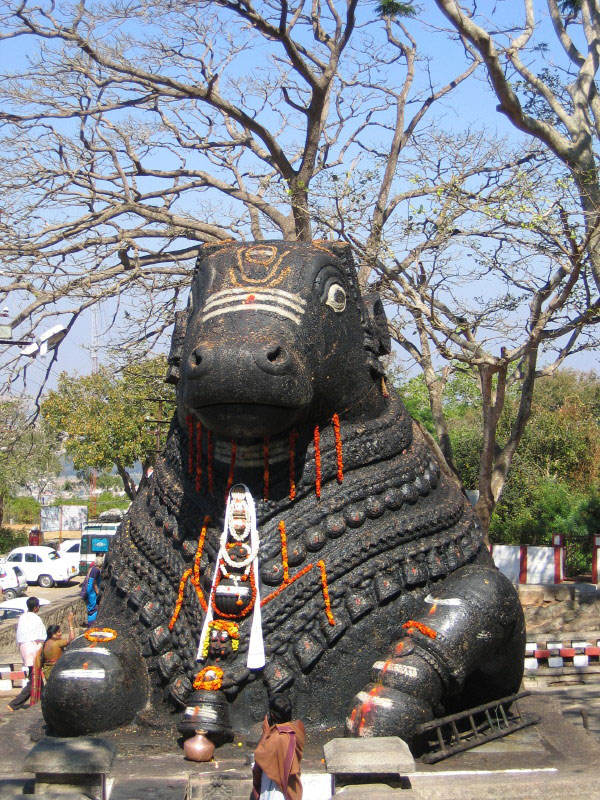
Wizerunek Nandina w Majsurze

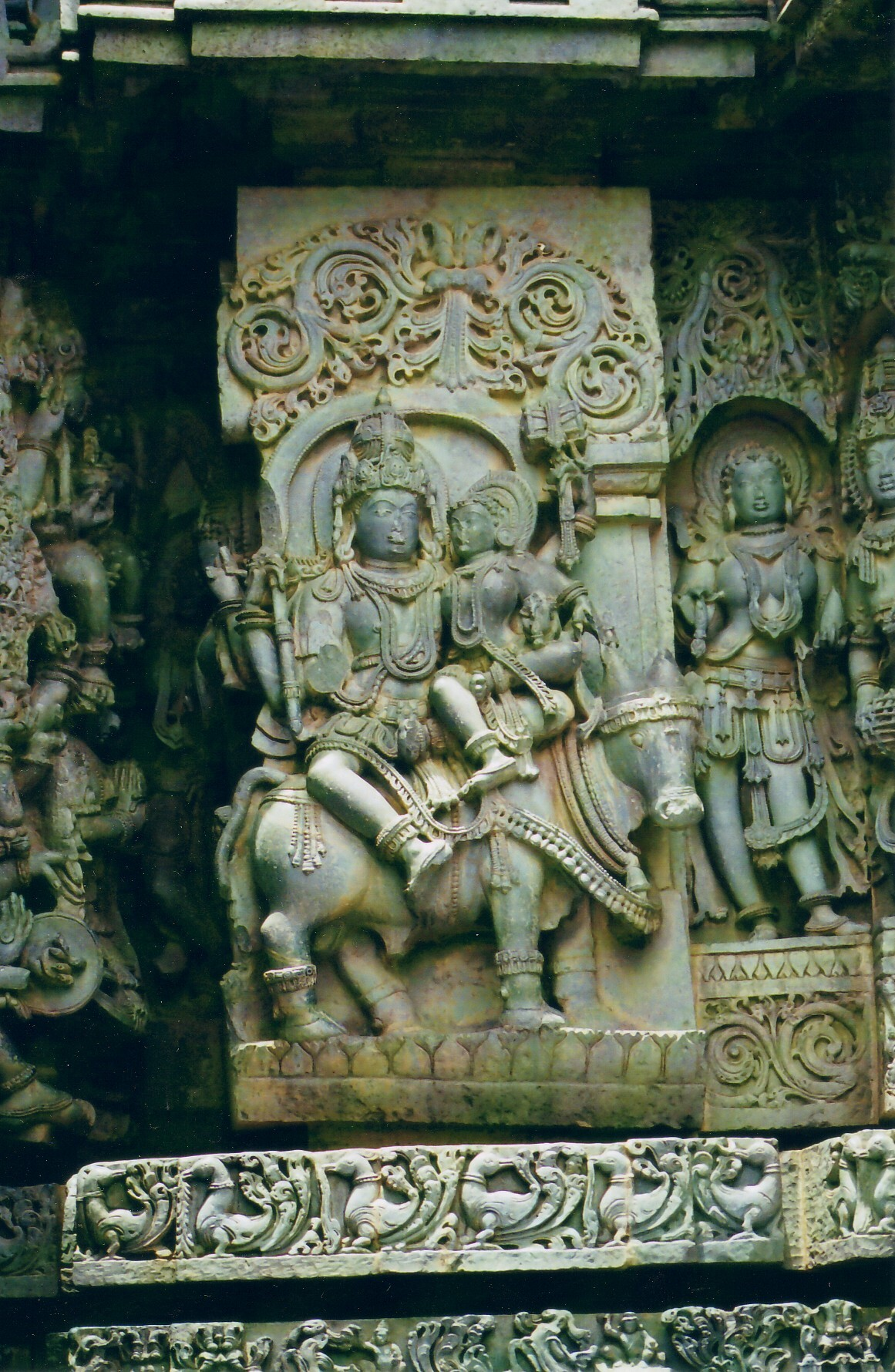
Śiwa i Parwati na byku Nandinie

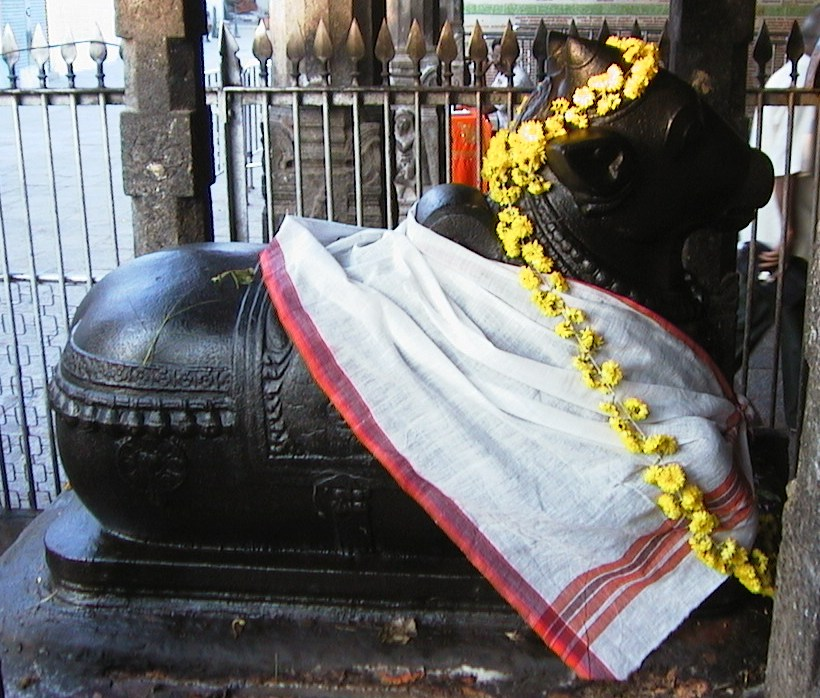
Nandin w Ćennaj (Madrasie)

Nandin (dewanagari: नंदी, trl. nandi, też „Nandiśwara”) – w mitologii indyjskiej byk, wierzchowiec (wahana) boga Śiwy. Postać Nandina symbolizuje wyzwoloną dusze ludzką.
Wizerunek Nandina często bywa umieszczony przed wejściem do świątyni, zwrócony w kierunku wimany, głównego budynku. Istnieją również świątynie poświęcone Nandinowi jako głównemu bóstwu.